# Radovan Delalle
Radovan Delalle (23. prosince 1935, Slavonski Brod, Království Jugoslávie) je chorvatský architekt.
Narodil se ve Slavonském Brodu kde vystudoval gymnázium. V letech 1956–1960 studoval na fakultě architektury v Záhřebu. V roce 1972 svá studia zakončil na Urbanistickém institutu Univerzity v Paříži. V letech 1961–1966 pracoval v Ústavu pro urbanistiku města Sarajeva. Poté odcestoval do Paříže, kde pracoval v architektonickém ateliéru Jacquese Labroa, v letech 1971–1972 poté v ateliéru Gérarda Gobera. Občas se vracel do Jugoslávie, kde působil v Ústavu pro studie a projekty "Dom" v Sarajevu a v záhřebském architektonickém ústavu AGI-46. Od roku 1982 až do odchodu do penze pracoval v Urbanistickém ústavu města Záhřebu. Za svůj život navrhl několik sídlišť na území dnešního Chorvatska a Bosny a Hercegoviny (např. sarajevské Ciglane).